# Park Kwang-chun
Park Kwang-chun, també conegut com K.C. Park (nascut el 24 de maig de 1967) és un director de cinema de Corea del Sud. Va assistir a l'escola de cinema de la Universitat de Nova York i va treballar com a ajudant de direcció a Eunhaengnamoo chimdae (1996) de Kang Je-gyu. Park va dirigir la superproducció fantàstica d'efectes especials Toemarok (1998), drama romàntic Madeleine (2003), comèdies Jambok-geunmu (2005) i Wool-hak-kyo I-ti (2008), i el misterio de terror Soomokjang (2012; abans de la seva estrena al cinema , es va emetre per primera vegada com una pel·lícula de televisió de 2 episodis al canal per cable Maeil Broadcasting Network).

## Filmografia
- The Gingko Bed  (1996) - ajudant de direcció, actor
- Toemarok  (1998) - director, guió
- Madeleine (2003) - director, script editor
- Jambok-geunmu (2005) - director, script editor
- Wool-hak-kyo I-ti (2008) - director, script editor
- Soomokjang  (2012) - director